# Maurizio Scanzani
Maurizio Scanzani (Roma, 18 novembre 1956) è un allenatore di pallacanestro italiano.
È stato il capo allenatore della Lavezzini Parma, in Serie A1 femminile.

## Carriera
Mentre studiava per diplomarsi come insegnante di educazione fisica, ha fondato la sezione basket della Polisportiva Sempione Roma. Dal 1982 al 1989 ha lavorato con le giovanili del Cras Taranto, ricoprendo anche il ruolo di secondo allenatore della prima squadra. Alla fine degli anni ottanta è passato al Basket Parma. Ha iniziato come viceallenatore, poi dal 1992 ha lavorato nel settore giovanile, vincendo otto titoli nazionali.
Dal 1998 ha iniziato a collaborare anche con il Basket Club Valtarese 2000. Dagli anni novanta collabora anche con la Federazione Italiana Pallacanestro e con le nazionali giovanili. Ha ottenuto un argento agli Europei cadette del 1995. Dal 2006-07 è capo allenatore della società emiliana.
Nel 2009-10 accetta la proposta dell'Olimpia La Spezia TermoCarispe per guidare il club ligure in serie B d'Eccellenza. Sfumata la promozione diretta a beneficio del Vigarano Mainarda, Scanzani resta alla guida del sodalizio bianconero che viene comunque promosso in A2 dalla Lega Basket Femminile, giungendo 2º al termine di un'esaltante stagione regolare e poi venir estromesso nella semifinale play-off girone sud da Alcamo, poi promossa in A1. Nello stesso anno, comunque, vince la Coppa Italia di Serie A2. Scanzani viene indicato come head-coach della nuova Virtus per la stagione 2011-12.
Nel 2012-13 accetta la proposta di responsabile del settore giovanile e head-coach della Libertas Basket Bologna che milita nel campionato di A2.
Dal 2014 torna al Basket Club Valtarese 2000, riconquistando per la società di Borgo Val di Taro una Finale Nazionale Giovanile ovvero la Finale Under 15 disputata nel giugno 2015.

## Palmarès
- Coppa Italia di Serie A2: 1
Cestistica Spezzina: 2011